# Bare-metal restore
Bare-metal restore ist eine Art der Datensicherung, bei der sich alle zur Wiederherstellung benötigten Komponenten wie ein bootbares Live-Betriebssystem, Applikationen oder Metadaten in einer Miniversion auf dem Sicherungsmedium befinden. So ist es möglich, auch auf Systemen, bei denen das Betriebssystem nicht mehr funktioniert oder die gar keines installiert haben, eine Wiederherstellung durchzuführen und innerhalb kürzester Zeit einen arbeitsfähigen Computer aufzusetzen.
Es gibt verschiedene Lösungsansätze für solche Backups. Eine Möglichkeit ist es, direkt auf ein bootbares Medium wie CD, DVD, USB-Stick, externe Festplatte zu sichern und von diesem zu booten. Eine andere Möglichkeit besteht darin, ein bootbares Medium nur für den Start zu generieren, welches dann eine Applikation startet, die die effektiven gesicherten Daten von z. B. einem Sicherungsserver wieder herstellt.